# デリック・バックスビー
デリック・バックスビー（Derrick Baxby、1940年-2017年3月24日）は、イギリスの微生物学者。オルソポックスウイルスの権威。リヴァプール大学の医療微生物学の上級講師であった。
かつて天然痘の予防接種に使用されていたワクシニアウイルスが、馬痘ウイルスに由来するという説を主張した。1977年に、彼は1965年から1976年の間にイングランドで発生した12例の牛痘を報告した。

## 主な著作
- Jenner's Smallpox Vaccine: The Riddle of Vaccinia Virus and Its Origin. Heinemann Educational Books, London, 1981. ISBN 0435540572[5][6]
- "Two hundred years of vaccination", Current Biology, Vol. 6 (1996), No. 7, pp. 769–772.
- "The End of Smallpox", History Today, Vol. 49, No. 3 (March 1999).
- "Edward Jenner's Inquiry; A Bicentenary Analysis", Vaccine, 1999 January 28;17(4):301-7.